# Saint-Ouen-d'Attez
Saint-Ouen-d'Attez foi uma antiga comuna francesa na região administrativa da Normandia, no departamento de Eure. Estendia-se por uma área de 9,61 km². Em 2010 a comuna tinha 615 habitantes (densidade: 64 hab./km²).
Em 1 de janeiro de 2016, passou a formar parte da nova comuna de Sainte-Marie-d'Attez.